# Ligne de la Broye transversale
Pour l'autre ligne de la Broye, voir ligne de la Broye longitudinale.
La ligne de la Broye transversale est une ligne ferroviaire des Chemins de fer fédéraux en Suisse mise en service le 25 août 1876 par les chemins de fer de la Suisse Occidentale qui relie la gare d'Yverdon à celle de Fribourg.

## Histoire
La Compagnie de la Suisse occidentale met en service le tronçon et Fribourg – Payerne le 25 août 1876 et le tronçon Payerne – Yverdon le 1er février 1877.

## Parcours
L'introduction de la cadence à la demi-heure entre Fribourg et Yverdon-les-Bains dès 2015, nécessite d'importants travaux sur cette ligne, dont la création d'une voie de croisement à la gare de Cheyres. Le coup d'envoi de ces travaux a été donné le 9 juillet 2013, pour un coût d'environ 19 millions de frs. D'autres aménagement sont prévus sur cette ligne.

### Sources
- (fr + de) Hans G. Wägli, Réseaux ferré suisse, Zurich, Secrétariat général CFF, juillet 1998, 208 p. (ISBN 3-905111-21-7)

- Cet article est partiellement ou en totalité issu de l'article intitulé « Ligne de la Broye » (voir la liste des auteurs).